# مقياس الجهد الكهربائي
مقياس الجهد الكهربائي أو الڤولتميتر (بالإنجليزية: Voltmeter)‏ هو جهاز يستخدم لقياس الجهد الكهربائي ، يتكون عادة من غلفانومتر ذي ملف متحرك موصل على التوالي بمقاومة كبيرة، ونظرًا لأن مقاومة الجهاز ثابتة فإن التيار الكهربائي المار في الجهاز يتناسب طرديًا مع الجهد عند النقطتين اللتين يوصل بهما.
يتم تدريج الجهاز ليقيس بوحدات الفولت لمجموعة من القيم بتغير قيمة المقاومة بواسطة مفتاح أختيار، يربط جهاز الفولتمتر على التوازي مع النبيطة الكهربائية المراد قياس الجهد بين طرفيها.
هناك أجهزة فولتمتر ألكتوماكنيتك وألكترونية تماثلي أو رقمي، لقياس الجهد المتردد أو الجهد المستمر.